# Jabirú africà
El jabirú africà (Ephippiorhynchus senegalensis) és un gran ocell camallarg de la família dels cicònids (Ciconiidae), que habita rius, llacs i aiguamolls de l'Àfrica subsahariana. És una gran cigonya que fa una alçada d'uns 150 cm i una envergadura de 270 cm, i el mascle és més gran que la femella, amb un pes de 5,1-7,5 kg i 5 - 6,9 kg, respectivament. Potser és la cigonya de major alçada, si no la més pesada. A més de la grandària, els sexes es poden distingir pel color de l'iris, groc daurat la femella i marró el mascle. La resta del plomatge és idèntic entre sexes, cap, coll, esquena, ales i cua, negre iridescent, i la resta del cos i les primàries blanc. El bec és massiu, de color vermell amb una banda de negra i un escut groc frontal. Potes negres amb els genolls de color rosa. Al pit, un pegat de pell nua de color vermell que s'enfosqueix durant la temporada de reproducció.